# .va
.va은 바티칸 시국(로마 교황청)의 인터넷 국가 코드 최상위 도메인이다.

## 배경
.va 최상위 도메인은 교황청 사회 커뮤니케이션 위원회의 존 패트릭 폴리 대주교가 1995년에 만들었다. vatican.va 웹사이트는 1995년 크리스마스에 개설되었다.

## 웹사이트
.va 영역에서 "www"로 시작하는 이름을 쉽게 채택할 수 있는 최소 23개 이상과 이메일 전용 하위 도메인이 더 많이 있다.